# La paradoja del cocodrilo
"La paradoja del cocodrilo" (The Crocodile's Dilemma, en idioma original) es el episodio piloto de la serie de televisión estadounidense Fargo. Fue escrito por el creador de la serie Noah Hawley y dirigido por Adam Bernstein. El título se refiere a la paradoja en lógica conocida como el dilema del cocodrilo.
En el episodio, un hombre extraño llamado Lorne Malvo (Billy Bob Thornton) llega a Bemidji, Minnesota. Viviendo sus vidas cotidianas, los habitantes de la ciudad, incluyendo a la diputada Molly Solverson (Allison Tolman), al policía y padre soltero Gus Grimly (Colin Hanks) y al inestable vendedor de seguros Lester Nygaard (Martin Freeman), no saben que este hombre impactará en sus vidas para siempre.
El episodio recibió elogios de la crítica y fue vista por 2,65 millones de espectadores. Recibió siete nominaciones a los premios Primetime Emmy, incluida la de Mejor Dirección de Serie Limitada, Película o Especial Dramático y Mejor Escritura de Serie Limitada, Película o Especial Dramático .

## Sinopsis
En enero de 2006, un vagabundo llamado Lorne Malvo (Billy Bob Thornton) choca un automóvil por la noche en una carretera rural invernal a las afueras de Bemidji, Minnesota, después de golpear un venado. Un hombre casi desnudo sale del baúl del auto y se desliza por la nieve hacia el bosque. Malvo observa tranquilamente mientras el hombre huye y no intenta perseguirlo. En la ciudad, un vendedor de seguros llamado Lester Nygaard (Martin Freeman) se encuentra con Sam Hess (Kevin O'Grady), un ex matón de escuela secundaria que intimida a Lester para que accidentalmente se tropiece con una ventana y se rompa la nariz. En el hospital, Lester se encuentra con Malvo y le cuenta acerca de Sam, y Malvo se ofrece a asesinarlo. Lester no responde, pero Malvo va al lugar de trabajo de Sam, para echarle un vistazo y esa noche lo asesina en un club de estriptis clavándole un cuchillo en la cabeza.
Lester se encuentra con Malvo en un restaurante de un motel y lo confronta por el asesinato. Mientras tanto, el jefe Vern Thurman (Shawn Doyle) y la detective Molly Solverson (Allison Tolman) investigan el accidente automovilístico y encuentran el cuerpo congelado del hombre casi desnudo en los bosques cercanos. También investigan la muerte de Sam. Mientras interrogan a la esposa de Sam, Gina (Kate Walsh), Malvo llama al hijo mayor fingiendo ser un abogado, y afirma que el hermano menor consiguió toda la herencia tras la muerte de su padre, lo que llevó al hijo mayor a golpear a su hermano con un palo de hockey antes de que Molly lo atrapara.
La policía se entera de que Lester fue visto con otro hombre hablando de Sam en el hospital. Lester trata de impresionar a su esposa, Pearl (Kelly Holden Bashar), reparando la lavadora de la pareja, pero falla y Pearl se burla de él. Lester, llegando a su punto de quiebre después de años de abuso psicológico, la golpea con un martillo y la mata. Un aterrorizado Lester convoca a Malvo para que lo ayude con las consecuencias. Vern llega a la casa de Lester para interrogarlo acerca de Sam, pero Malvo llega poco después y dispara fatalmente a Vern, pero solo después de que este último ha pedido ayuda por radio tras descubrir el cuerpo de Pearl. Malvo desaparece antes de que Molly llegue a la escena, y Lester se golpea intencionalmente para hacer que los asesinatos parezcan una invasión a su casa. Eventualmente se despierta en el hospital con un remanente de bala alojado en su mano.
Más tarde, en Duluth, el oficial de policía Gus Grimly (Colin Hanks) conversa por radio con su hija Greta (Joey King), hasta que detiene a Malvo por pasarse una señal de alto. Malvo intimida psicológicamente a Gus, que finalmente termina dejándolo ir.

## Recepción
"La paradoja del cocodrilo" recibió aclamación crítica y fue visto por 2,65 millones de espectadores. Recibió siete nominaciones al Premio Primetime Emmy. Actualmente tiene un ranking perfecto del 100% en el sitio de internet Rotten Tomatoes.